# Измалковский район
Изма́лковский райо́н — административно-территориальная единица (район) и муниципальное образование (муниципальный район) на западе Липецкой области России.
Административный центр — село Измалково.

## География
Площадь 1130 км². Район граничит с Орловской областью, а также с Елецким, Становлянским и Долгоруковским районами Липецкой области.
Основные реки — Быстрая Сосна, Воргол, Большая Чернава, Кривец, Семенек

## История
Район образован 30 июля 1928 года в составе Центрально-Чернозёмной области (ЦЧО) (до 1930 входил в Елецкий округ). После разделения ЦЧО 31 декабря 1934 года вошёл в состав Воронежской, 18 января 1935 года — Курской области, а 27 сентября 1937 года включён во вновь образованную Орловскую область. После образования 6 января 1954 года Липецкой области стал её частью. 1 февраля 1963 район был упразднён (территория вошла в Становлянский и Елецкий районы), но 11 января 1965 года восстановлен.

## Официальные символы района

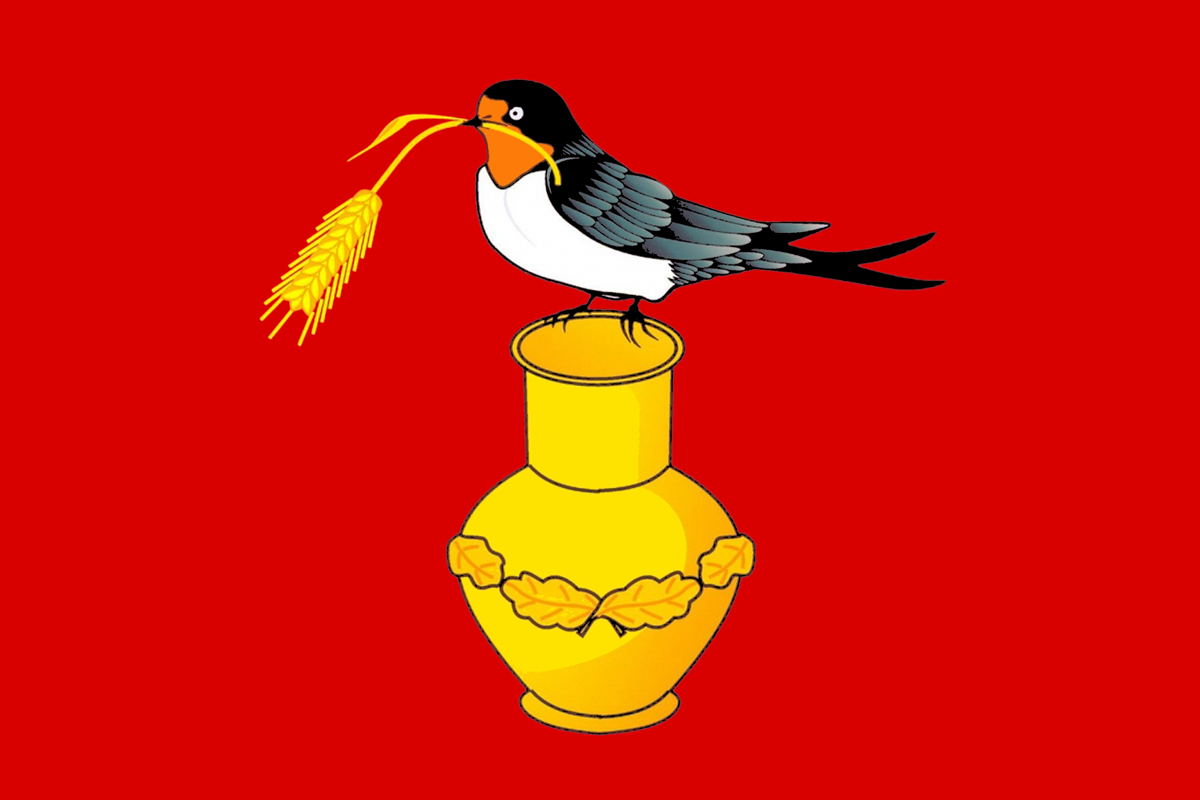

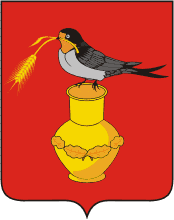

Флаг Измалковского района утверждён решением районного Совета депутатов № 54-рс от 30 июля 2004 года.
Герб Измалковского района утверждён решением районного Совета депутатов № 53-рс от 30 июля 2004 года, переутверждён решением Совета депутатов Измалковского района Липецкой области от 31 июля 2019 года № 387-рс.

## Население
| 1939    | 1959    | 1970    | 1979    | 1989    | 2002    | 2006    | 2009    |
| ------- | ------- | ------- | ------- | ------- | ------- | ------- | ------- |
| 46 075  | ↘21 311 | ↗29 571 | ↘23 425 | ↘20 404 | ↘18 813 | ↘17 900 | ↘17 581 |
| 2010    | 2011    | 2012    | 2013    | 2014    | 2015    | 2016    | 2017    |
| ↘17 281 | ↘17 229 | ↘17 078 | ↘16 828 | ↘16 617 | ↘16 455 | ↘16 306 | ↘16 266 |
| 2018    | 2021    |         |         |         |         |         |         |
| ↘15 852 | ↘15 209 |         |         |         |         |         |         |

### Национальный состав
По итогам переписи населения 2020 года проживали следующие национальности (национальности менее 0,1 % и другое, см. в сноске к строке «Другие»):
| Национальность | Численность, чел. | Доля     |
| -------------- | ----------------- | -------- |
| Русские        | 14 076            | 92,55 %  |
| Езиды          | 378               | 2,49 %   |
| Цыгане         | 141               | 0,93 %   |
| Украинцы       | 78                | 0,51 %   |
| Армяне         | 64                | 0,42 %   |
| Молдаване      | 62                | 0,41 %   |
| Азербайджанцы  | 58                | 0,38 %   |
| Ингуши         | 48                | 0,32 %   |
| Чеченцы        | 40                | 0,26 %   |
| Узбеки         | 39                | 0,26 %   |
| Таджики        | 32                | 0,21 %   |
| Татары         | 30                | 0,20 %   |
| Грузины        | 18                | 0,12 %   |
| Другие         | 145               | 0,94 %   |
| Итого          | 15 209            | 100,00 % |

## Административно-муниципальное устройство
Измалковский район, в рамках административно-территориального устройства области, включает 13 административно-территориальных единиц — 13 сельсоветов.
Измалковский муниципальный район, в рамках организации местного самоуправления, включает 13 муниципальных образований со статусом сельских поселений:
| №  | Муниципальное образование | Административный центр | Количество населённых пунктов | Население, чел. | Площадь, км² |
| -- | ------------------------- | ---------------------- | ----------------------------- | --------------- | ------------ |
| 1  | Афанасьевский сельсовет   | село Афанасьево        | 14                            | ↘2603           | 123,77       |
| 2  | Васильевский сельсовет    | село Васильевка        | 10                            | ↗675            | 117,69       |
| 3  | Домовинский сельсовет     | село Мягкое            | 7                             | ↘338            | 56,34        |
| 4  | Измалковский сельсовет    | село Измалково         | 10                            | ↘4223           | 118,82       |
| 5  | Лебяженский сельсовет     | село Лебяжье           | 21                            | ↘523            | 144,61       |
| 6  | Петровский сельсовет      | деревня Ясенок         | 23                            | ↘1212           | 107,19       |
| 7  | Пономарёвский сельсовет   | деревня Недоходовка    | 5                             | ↘387            | 62,22        |
| 8  | Преображенский сельсовет  | село Преображенье      | 14                            | ↘591            | 84,54        |
| 9  | Пречистенский сельсовет   | село Быково            | 6                             | ↘555            | 83,85        |
| 10 | Пятницкий сельсовет       | село Пятницкое         | 1                             | ↘659            | 43,05        |
| 11 | Ровенский сельсовет       | село Ровенка           | 3                             | ↘282            | 31,59        |
| 12 | Слободской сельсовет      | село Слобода           | 2                             | ↘644            | 57,43        |
| 13 | Чернавский сельсовет      | село Чернава           | 4                             | ↘2517           | 86,81        |

## Населённые пункты
В Измалковском районе 120 населённых пунктов.
| №   | Населённый пункт      | Тип          | Население | Муниципальное образование |
| --- | --------------------- | ------------ | --------- | ------------------------- |
| 1   | Архангельское 1-е     | деревня      | 4         | Петровский сельсовет      |
| 2   | Архангельское 2-е     | деревня      | 0         | Петровский сельсовет      |
| 3   | Асламово              | село         | 86        | Афанасьевский сельсовет   |
| 4   | Афанасьево            | село         | 1872      | Афанасьевский сельсовет   |
| 5   | Ачкасова              | деревня      | 2         | Петровский сельсовет      |
| 6   | Бандуровка            | деревня      | 11        | Лебяженский сельсовет     |
| 7   | Барановка             | деревня      | 40        | Домовинский сельсовет     |
| 8   | Бараново              | деревня      | 67        | Афанасьевский сельсовет   |
| 9   | Бахтияровка           | деревня      | 21        | Васильевский сельсовет    |
| 10  | Бережки               | деревня      | 3         | Пречистенский сельсовет   |
| 11  | Бухолдино             | хутор        | 96        | Чернавский сельсовет      |
| 12  | Быково                | село         | 300       | Пречистенский сельсовет   |
| 13  | Васильевка            | село         | 286       | Васильевский сельсовет    |
| 14  | Васильевка            | деревня      | 6         | Петровский сельсовет      |
| 15  | Власово               | село         | 218       | Афанасьевский сельсовет   |
| 16  | Володарского          | посёлок      | 7         | Ровенский сельсовет       |
| 17  | Воргол                | деревня      | 14        | Измалковский сельсовет    |
| 18  | Вязьма                | деревня      | 8         | Лебяженский сельсовет     |
| 19  | Галинка               | деревня      | 66        | Афанасьевский сельсовет   |
| 20  | Гниловоды             | село         | 133       | Пречистенский сельсовет   |
| 21  | Денисово              | деревня      | 232       | Афанасьевский сельсовет   |
| 22  | Домовины              | село         | 50        | Домовинский сельсовет     |
| 23  | Дубки                 | деревня      | 7         | Петровский сельсовет      |
| 24  | Жадовка               | деревня      | 0         | Васильевский сельсовет    |
| 25  | Жилое                 | село         | ↘73       | Измалковский сельсовет    |
| 26  | Заречье               | посёлок      | ↘24       | Преображенский сельсовет  |
| 27  | Заречье-Александровка | деревня      | ↘8        | Лебяженский сельсовет     |
| 28  | Заря                  | посёлок      | ↘5        | Лебяженский сельсовет     |
| 29  | Знаменка              | деревня      | 64        | Пономарёвский сельсовет   |
| 30  | Знаменское            | село         | 10        | Васильевский сельсовет    |
| 31  | Иваницкое-Троицкое    | деревня      | 231       | Афанасьевский сельсовет   |
| 32  | Ивановка              | деревня      | 5         | Лебяженский сельсовет     |
| 33  | Ивановка 2-я          | деревня      | 6         | Петровский сельсовет      |
| 34  | Измалково             | село         | ↘3644     | Измалковский сельсовет    |
| 35  | Казаковка             | деревня      | 25        | Измалковский сельсовет    |
| 36  | Казеево               | деревня      | 43        | Афанасьевский сельсовет   |
| 37  | Калиновка             | деревня      | 0         | Петровский сельсовет      |
| 38  | Каменка               | деревня      | 30        | Петровский сельсовет      |
| 39  | Квитки                | деревня      | 18        | Лебяженский сельсовет     |
| 40  | Колосовка             | деревня      | 12        | Лебяженский сельсовет     |
| 41  | Кошкино               | деревня      | 139       | Петровский сельсовет      |
| 42  | Кудияровка 1-я        | деревня      | 93        | Петровский сельсовет      |
| 43  | Кудияровка 2-я        | деревня      | 32        | Петровский сельсовет      |
| 44  | Курасовка             | деревня      | 7         | Домовинский сельсовет     |
| 45  | Лебяжье               | село         | 379       | Лебяженский сельсовет     |
| 46  | Лобановка             | деревня      | 3         | Афанасьевский сельсовет   |
| 47  | Лопатино              | ж.д. станция | 34        | Петровский сельсовет      |
| 48  | Луговая               | деревня      | 93        | Преображенский сельсовет  |
| 49  | Лутовиновка           | деревня      | 3         | Васильевский сельсовет    |
| 50  | Майоровка             | деревня      | 9         | Васильевский сельсовет    |
| 51  | Малая Чернава         | деревня      | 27        | Преображенский сельсовет  |
| 52  | Марково               | деревня      | 10        | Домовинский сельсовет     |
| 53  | Матвеевка             | деревня      | 71        | Афанасьевский сельсовет   |
| 54  | Мезиново              | деревня      | 4         | Афанасьевский сельсовет   |
| 55  | Метелкино             | деревня      | 1         | Измалковский сельсовет    |
| 56  | Мокрый Семенек        | деревня      | 122       | Васильевский сельсовет    |
| 57  | Мульгино              | деревня      | 187       | Измалковский сельсовет    |
| 58  | Муромцево             | деревня      | 161       | Преображенский сельсовет  |
| 59  | Мягкое                | село         | 161       | Домовинский сельсовет     |
| 60  | Недоходовка           | деревня      | 159       | Пономарёвский сельсовет   |
| 61  | Николаевка            | деревня      | 19        | Петровский сельсовет      |
| 62  | Николаевка            | деревня      | 4         | Преображенский сельсовет  |
| 63  | Никольское            | деревня      | 7         | Петровский сельсовет      |
| 64  | Никольское 2-е        | деревня      | 15        | Петровский сельсовет      |
| 65  | Новая                 | деревня      | 6         | Лебяженский сельсовет     |
| 66  | Оберец                | село         | 39        | Преображенский сельсовет  |
| 67  | Осиново               | деревня      | 0         | Лебяженский сельсовет     |
| 68  | Островки              | деревня      | 0         | Лебяженский сельсовет     |
| 69  | Павловка              | деревня      | 1         | Преображенский сельсовет  |
| 70  | Панкратовка           | деревня      | 669       | Петровский сельсовет      |
| 71  | Первомайский          | посёлок      | 4         | Лебяженский сельсовет     |
| 72  | Петровское            | село         | 53        | Петровский сельсовет      |
| 73  | Пироговка             | деревня      | 14        | Петровский сельсовет      |
| 74  | Пожарово              | село         | 92        | Пономарёвский сельсовет   |
| 75  | Полевые Локотцы       | село         | 170       | Лебяженский сельсовет     |
| 76  | Пономарево            | село         | 39        | Пономарёвский сельсовет   |
| 77  | Поныровка             | деревня      | 2         | Лебяженский сельсовет     |
| 78  | Предтечево            | село         | 154       | Измалковский сельсовет    |
| 79  | Преображенка          | деревня      | 142       | Преображенский сельсовет  |
| 80  | Преображенье          | село         | 223       | Преображенский сельсовет  |
| 81  | Пречистено            | село         | 36        | Пречистенский сельсовет   |
| 82  | Привольный            | посёлок      | 0         | Петровский сельсовет      |
| 83  | Прилепы               | деревня      | 56        | Васильевский сельсовет    |
| 84  | Пушечниково           | деревня      | 20        | Преображенский сельсовет  |
| 85  | Пятницкое             | село         | ↘659      | Пятницкий сельсовет       |
| 86  | Рассвет               | посёлок      | 4         | Лебяженский сельсовет     |
| 87  | Ребриково             | деревня      | 56        | Измалковский сельсовет    |
| 88  | Редькино              | деревня      | 6         | Афанасьевский сельсовет   |
| 89  | Ровенка               | село         | 319       | Ровенский сельсовет       |
| 90  | Ромашковка            | деревня      | 10        | Васильевский сельсовет    |
| 91  | Сахаровка             | деревня      | 14        | Афанасьевский сельсовет   |
| 92  | Семенецкий            | хутор        | 0         | Лебяженский сельсовет     |
| 93  | Сергиевка             | деревня      | 1         | Преображенский сельсовет  |
| 94  | Сергиевка             | деревня      | 12        | Чернавский сельсовет      |
| 95  | Слобода               | село         | 509       | Слободской сельсовет      |
| 96  | Слобода-Заречье       | деревня      | 86        | Пречистенский сельсовет   |
| 97  | Снежково              | деревня      | 12        | Преображенский сельсовет  |
| 98  | Сосновая              | деревня      | 8         | Петровский сельсовет      |
| 99  | Стаханово             | деревня      | 47        | Измалковский сельсовет    |
| 100 | Субботино             | деревня      | 88        | Измалковский сельсовет    |
| 101 | Сухой Семенек         | деревня      | 210       | Васильевский сельсовет    |
| 102 | Тетеринка             | деревня      | 22        | Домовинский сельсовет     |
| 103 | Троицкое              | село         | 79        | Чернавский сельсовет      |
| 104 | Уварово-Гулидовка     | деревня      | 0         | Лебяженский сельсовет     |
| 105 | Ульяновка             | деревня      | 7         | Лебяженский сельсовет     |
| 106 | Федоровка             | деревня      | 5         | Петровский сельсовет      |
| 107 | Хутор имени Ленина    | хутор        | 3         | Преображенский сельсовет  |
| 108 | Хухлово               | деревня      | 93        | Пречистенский сельсовет   |
| 109 | Чаплыгино             | деревня      | 63        | Домовинский сельсовет     |
| 110 | Чермошное             | село         | 283       | Слободской сельсовет      |
| 111 | Чернава               | село         | ↘2681     | Чернавский сельсовет      |
| 112 | Черник                | село         | 108       | Пономарёвский сельсовет   |
| 113 | Черных                | хутор        | 4         | Преображенский сельсовет  |
| 114 | Шараповка             | деревня      | 12        | Лебяженский сельсовет     |
| 115 | Шереметьево           | деревня      | 48        | Ровенский сельсовет       |
| 116 | Щербачевка            | деревня      | 12        | Лебяженский сельсовет     |
| 117 | Языково               | деревня      | 9         | Лебяженский сельсовет     |
| 118 | Ясенок                | деревня      | 216       | Петровский сельсовет      |
| 119 | Ясенок 1-й            | деревня      | 1         | Афанасьевский сельсовет   |
| 120 | Ясенок 2-й            | деревня      | 0         | Петровский сельсовет      |

## Известные уроженцы
В районе родились:
- Анохин, Иван Фёдорович (1902—1977) — Герой Советского Союза.
- Антонов, Василий Дмитриевич (1925—1943) — Герой Советского Союза.
- Беляков, Иван Яковлевич (1922—1981) — лётчик, Герой Советского Союза.
- Дмитриев, Антон Степанович (1898—1968) — советский военный деятель, Генерал-майор.
- Козьяков, Николай Дмитриевич (1919—1943) — Герой Советского Союза.
- Козьяков, Николай Ефимович (1914—1977) — Герой Советского Союза.
- Корогодин, Иван Иванович (1919—2003) — Герой Советского Союза.
- Мельников, Юрий Дмитриевич (род. 1943) — заслуженный врач РФ
- Лукин, Василий Петрович (1918—1985) — советский военный летчик, Герой Советского Союза.
- Савенков, Анатолий Иванович (род. 1953) — глава администрации Липецка (1991—1998), председатель Липецкого облсовета (1998—2005).
- Самофалов, Александр Егорович (1926—1945) — Герой Советского Союза.
- Стаханов, Алексей Григорьевич (1906—1977) — новатор угольной промышленности, основоположник стахановского движения.
- Шубин, Павел Николаевич (1914—1950) — советский фронтовой поэт.